# Brand in de Triangle Shirtwaist Factory
De Brand in de Triangle Shirtwaist Factory in New York op 25 maart 1911 was de dodelijkste in de geschiedenis van de stad, en een van de dodelijkste in de geschiedenis van de Verenigde Staten. De brand in de buurt Greenwich Village in het stadsdeel Manhattan veroorzaakte de dood van 146 textielarbeiders - 123 vrouwen en meisjes en 23 mannen - die stierven door de brand, rookinhalatie, of door vallen en springen uit de ramen. De meeste slachtoffers waren recent geïmmigreerde vrouwen en meisjes in de leeftijd van 14 tot 23 jaar, velen van Italiaanse of Europees-Joodse afkomst. Van de slachtoffers van wie de leeftijd bekend is, was het oudste slachtoffer de 43-jarige Providenza Panno, en de jongsten waren de 14-jarige Kate Leone en Rosaria "Sara" Maltese.
De fabriek waar blouses en overhemden werden gemaakt, bevond zich op de 8e, 9e en 10e verdieping van het Asch Building, op 23–29 Washington Place, nabij Washington Square Park. Het gebouw uit 1901 bleef overeind en staat nu bekend als het Brown Building. Het is onderdeel en eigendom van de New York University.
Omdat de deuren naar de trappenhuizen en uitgangen op slot waren (een toen nog gangbare praktijk om te voorkomen dat arbeiders ongeoorloofde pauzes namen en om diefstal tegen te gaan), konden veel arbeiders niet ontsnappen uit het brandende gebouw en sprongen uit de ramen. De brand leidde tot wetgeving met verbeterde veiligheidsnormen op het werk en hielp de groei van de International Ladies 'Garment Workers' Union (ILGWU), die streed voor betere arbeidsomstandigheden voor atelierwerkers. Het gebouw is aangewezen als National Historic Landmark en in oktober 2023 werd voor de slachtoffers een gedenkteken opgericht.

## Verloop van de ramp
Op zaterdag 25 maart 1911, toen de werkdag ten einde liep, laaide om ongeveer 16.40 uur vuur op in een afvalbak onder de snijtafels op de 8e verdieping. Het eerste alarm werd om 16.45 uur gegeven door een voorbijganger op Washington Place die rook uit de 8e verdieping zag komen. Beide eigenaren van de fabriek, Blanck en Harris, waren aanwezig. De afvalbak bevatte voor twee maanden aan resten van de duizenden blouses die aan die tafels waren uitgesneden. Behalve het opgestapelde afval, was ook sprake van geproduceerde blouses, die in lange rijen door de productieruimte aan hangers werden opgehangen. Hierlangs kon het vuur zich snel verspreiden. Hoewel roken in de fabriek verboden was, was het bekend dat er stiekem werd gerookt, mogelijk was een peuk de oorzaak. Een artikel in de New York Times suggereerde dat de brand mogelijk was veroorzaakt door de motoren van de naaimachines. Een reeks artikelen in Collier's constateerde een patroon van brandstichting in bepaalde sectoren van de kledingindustrie wanneer hun specifieke product uit de mode raakte of een te grote voorraad had. The Insurance Monitor, een toonaangevend vakblad, merkte op dat dit type overhemden onlangs uit de mode waren geraakt en dat de verzekering voor fabrikanten ervan "tamelijk verleidelijk was". Hoewel van Blanck en Harris bekend was dat ze vier eerdere verdachte branden bij hun bedrijven hadden gehad, werd brandstichting in dit geval niet vermoed.
Een boekhouder op de 8e verdieping kon medewerkers op de 10e verdieping telefonisch waarschuwen, maar er was geen hoorbaar alarm; er was geen manier om contact op te nemen met het personeel op de 9e verdieping. Volgens overlevende Yetta Lubitz kwam de eerste waarschuwing voor de brand op de 9e verdieping op hetzelfde moment als de brand zelf. Er waren een aantal uitgangen, waaronder twee vrachtliften, een brandtrap, en trappen naar beneden naar Greene Street en Washington Place, maar vlammen verhinderden het gebruik van de Greene Street-trap. De deur naar de Washington Place-trap was op slot om diefstal door personeel te voorkomen; daardoor konden managers de tassen van de vrouwen bij de andere uitgang controleren. De voorman die de sleutel van de trapdeur had, was al via een andere route ontsnapt. Tientallen werknemers ontsnapten aan het vuur door de trap van Greene Street op te gaan naar het dak. Andere overlevenden konden de liften gebruiken zolang deze bleven werken.
Binnen drie minuten werd de trap naar Greene Street in beide richtingen onbruikbaar. Doodsbange werknemers verdrongen zich op de enige externe brandtrap - die stadsfunctionarissen hadden toegestaan in plaats van de vereiste derde trap - een dunne en slecht verankerde ijzeren constructie die mogelijk voor de brand al was gebroken. Deze trap verboog al snel en stortte in door de hitte en overbelasting, waarbij ongeveer 20 slachtoffers bijna 30 meter vielen en de dood vonden op de betonnen stoep.

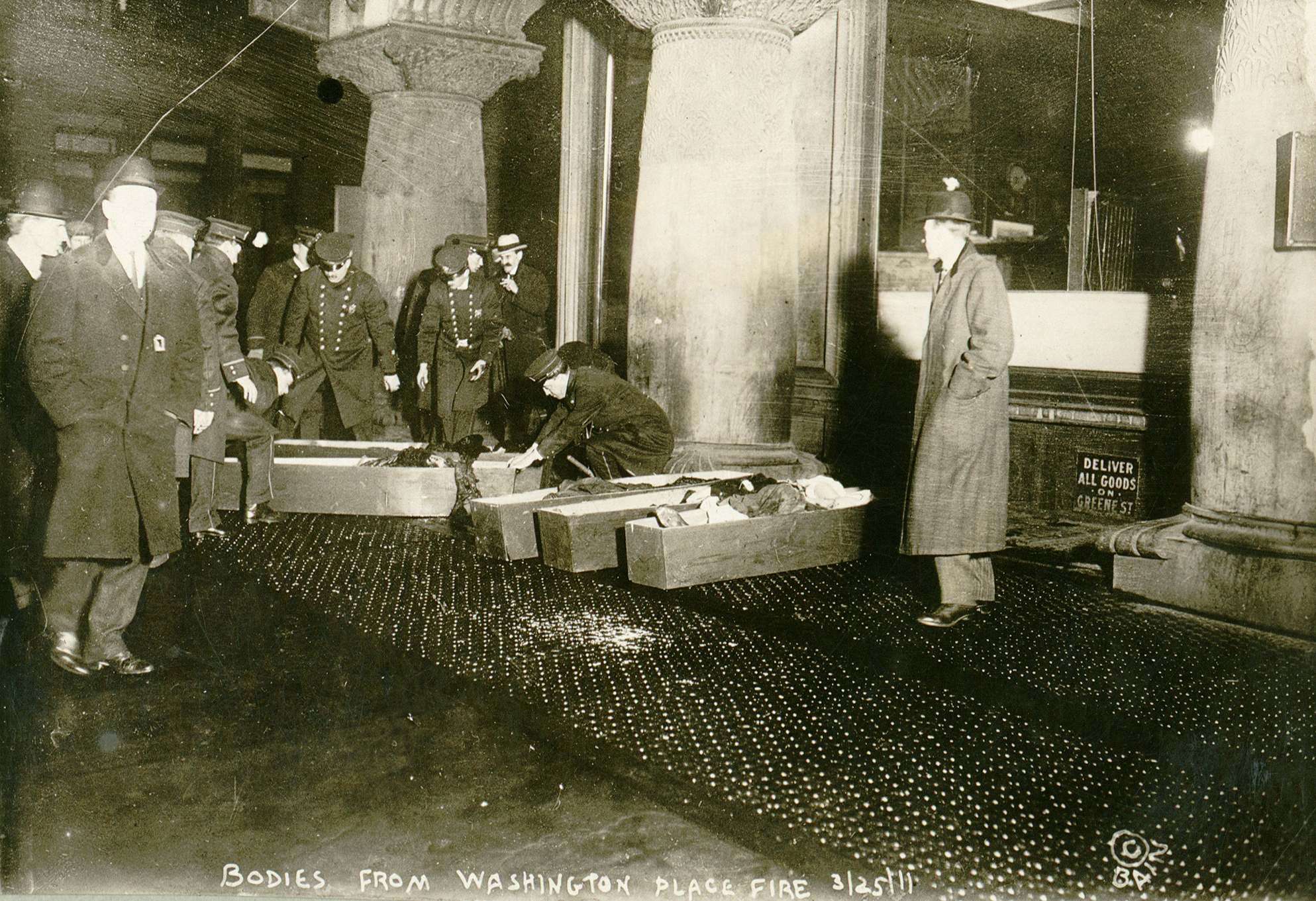
Op het trottoir worden lichamen in doodskisten gelegd

De brandweer arriveerde snel, maar kon de vlammen niet stoppen, aangezien hun ladders slechts lang genoeg waren om de 7e verdieping te bereiken. De gevallen lichamen en vallende slachtoffers maakten het ook moeilijk voor de brandweer om het gebouw te benaderen.
Twee liftbedienden redden veel levens door driemaal naar de 9e verdieping te gaan, maar moesten uiteindelijk opgeven toen de rails van een lift door de hitte verbogen. De andere lift raakte zwaar belast en kon niet meer omhoog nadat mensen in de schacht waren gesprongen en er bovenop terecht kwamen. Enkelen lieten zich langs de kabels omlaag glijden, raakten gewond maar werden later gered.
Een menigte omstanders verzamelde zich op straat en was getuige van 62 mensen die van het brandende gebouw naar hun dood sprongen of vielen. Louis Waldman, later een volksvertegenwoordiger van de Staat New York, beschreef de scène jaren later:

Op zaterdagmiddag 25 maart zat ik aan een van de leestafels in de Astor-bibliotheek. Ik was in mijn boek verdiept toen ik me bewust werd van brandweerauto's die langs het gebouw reden. Samen met een aantal anderen in de bibliotheek rende ik naar buiten om te zien wat er gebeurde en volgde ik mensenmassa's naar de plaats van de brand.

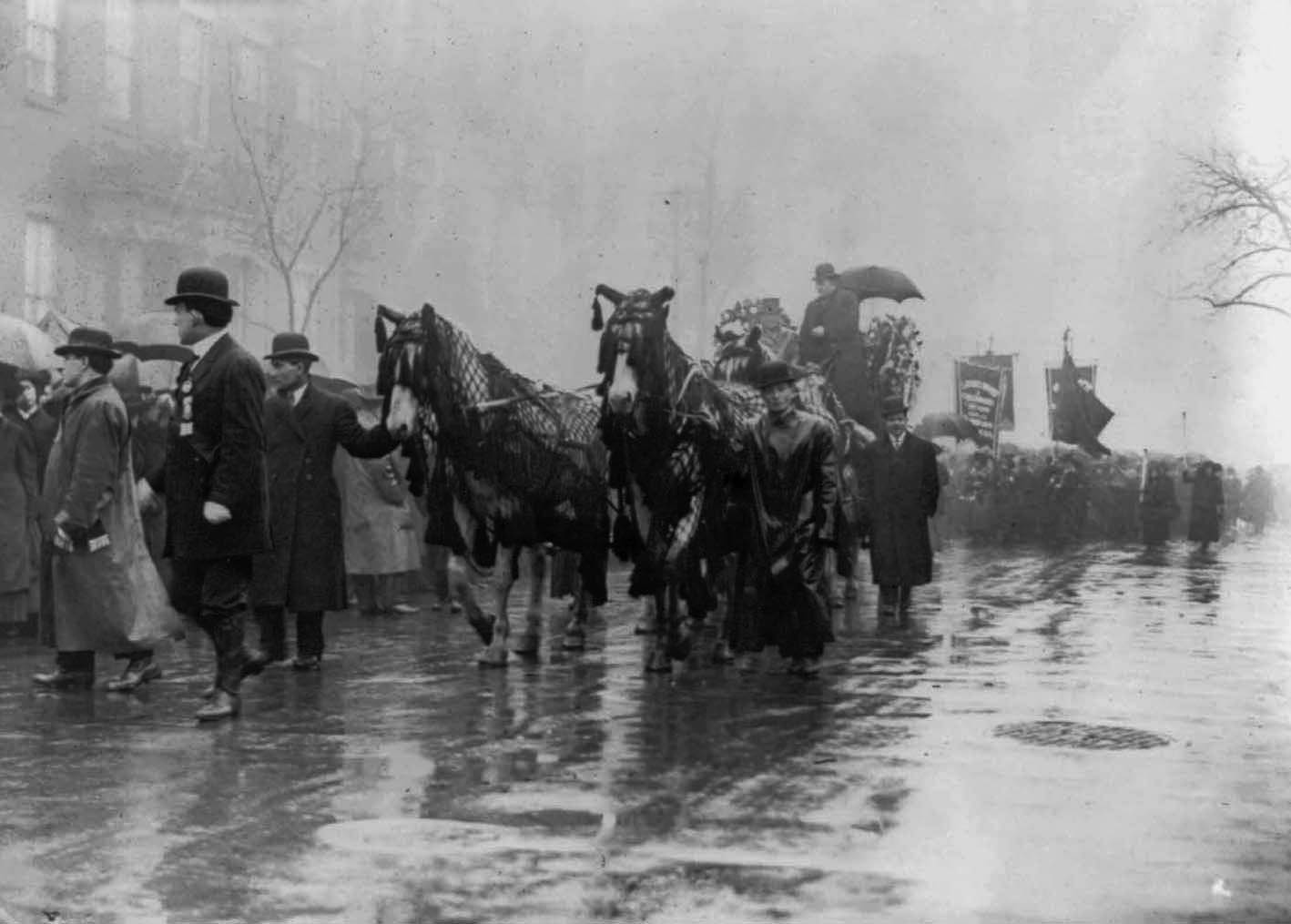
Rouwprocessie ter herdenking van de slachtoffers

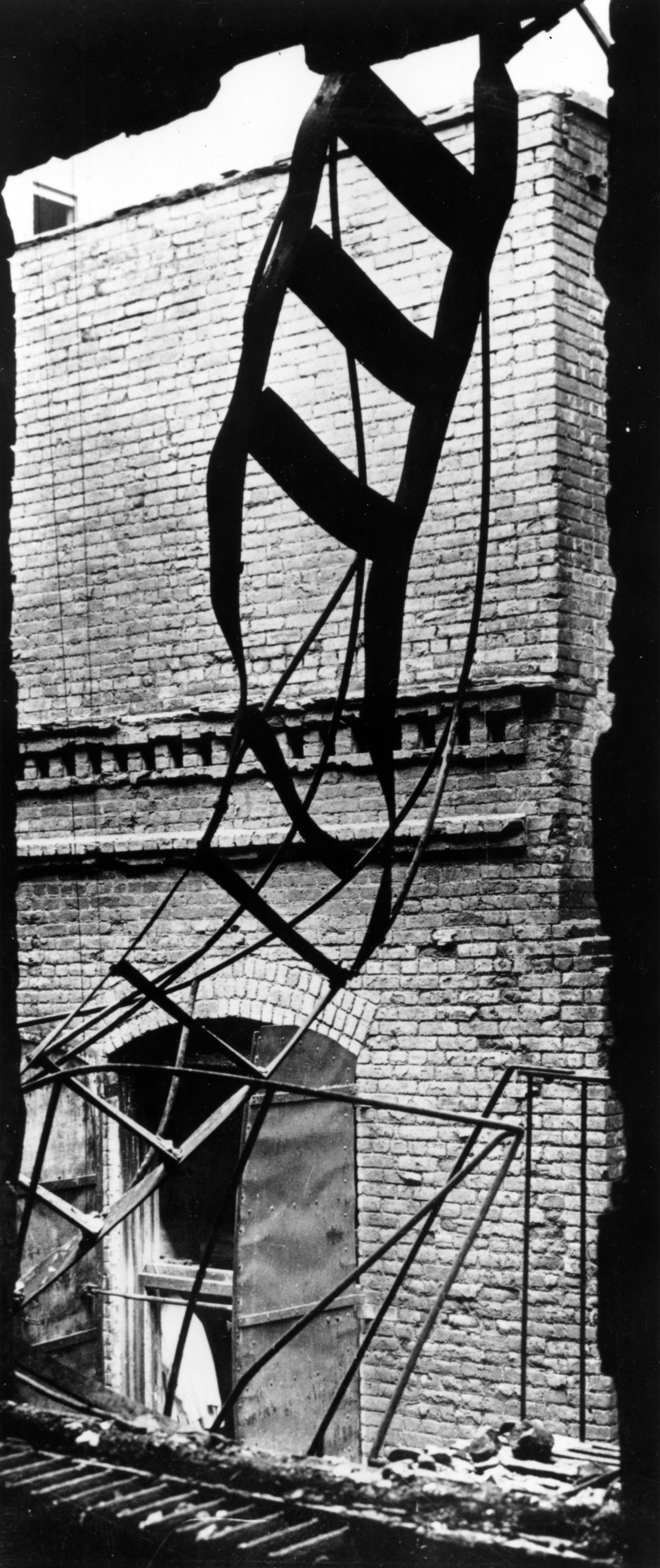
Door hitte verbogen, onbruikbare brandtrap

Een paar straten verderop stond het Asch Building op de hoek van Washington Place en Greene Street in brand. Toen we ter plaatse kwamen, had de politie een kordon rond het gebied gelegd en waren brandweerlieden aan het vechten tegen de brand. De achtste, negende en tiende verdieping van het gebouw waren inmiddels een vuurzee.
Door de East Side had zich het nieuws verspreid dat de fabriek van de Triangle Waist Company in brand stond en dat honderden arbeiders vastzaten. Geschokt en hulpeloos keken de menigten - ik onder hen - omhoog naar het brandende gebouw, zagen meisje na meisje verschijnen bij de rood geworden ramen, een moment van angstig stilstaan en dan naar de stoep beneden springen om verminkt neer te komen. Dit ging zo door voor wat een eeuwigheid leek. Af en toe werd een meisje dat te lang had geaarzeld, door vlammen achtervolgd en dook met haar kleding in brand als een levende fakkel op straat. Vangnetten die door de brandweerlieden werden vastgehouden, werden gescheurd door de klap van de vallende lichamen.

## Slachtoffers
Hoewel de eerste schattingen van het dodental varieerden van 141 tot 148, werd vastgesteld dat 146 mensen zijn omgekomen als gevolg van de brand: 123 vrouwen en meisjes en 23 mannen. De meeste slachtoffers stierven aan brandwonden, verstikking, neerkomen op straat of een combinatie van de drie.

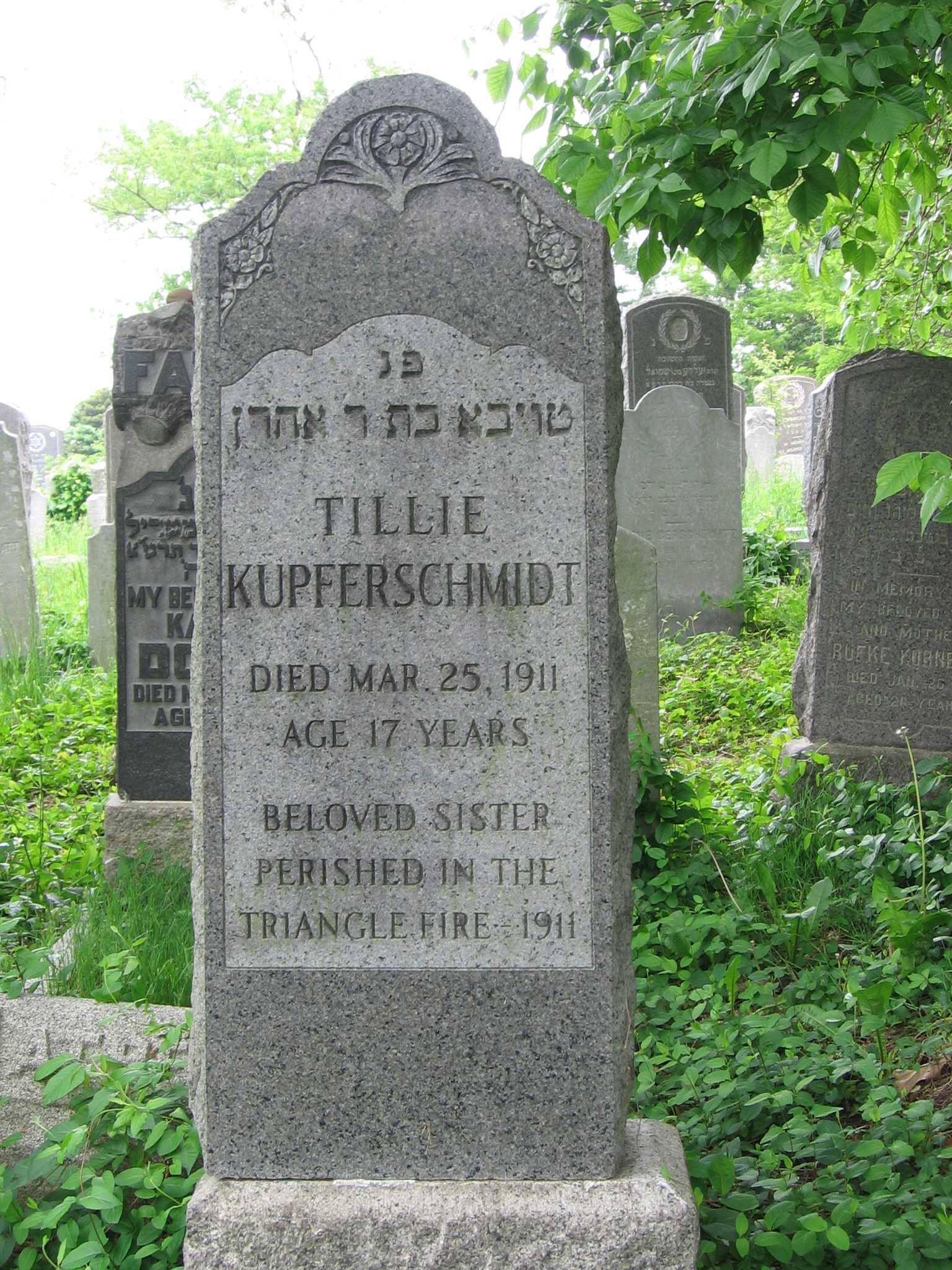
Grafsteen van Tillie Kupferschmidt op het Hebrew Free Burial Association deel van Mount Richmond Cemetery

De lichamen van de slachtoffers werden naar Charities Pier (ook wel Misery Lane genoemd), gelegen aan 26th Street en de East River, gebracht voor identificatie door vrienden en familieleden. Velen konden snel worden geïdentificeerd omdat het betaaldag was geweest, ze hadden een op naam gestelde envelop met loon bij zich. Slachtoffers werden begraven op 16 verschillende begraafplaatsen. 22 slachtoffers van de brand werden begraven door de Hebrew Free Burial Association in een speciale sectie op Mount Richmond Cemetery. In sommige gevallen verwijzen hun grafstenen naar de brand. Zes slachtoffers bleven ongeïdentificeerd totdat Michael Hirsch, een historicus, vier jaar lang onderzoek deed naar krantenartikelen en andere bronnen over vermiste personen en elk van hen bij naam kon identificeren. Die zes slachtoffers werden samen begraven op de Cemetery of the Evergreens in Brooklyn. Oorspronkelijk ergens anders op het terrein begraven, liggen hun stoffelijke resten nu onder een monument voor de tragedie, een grote marmeren plaat met een knielende vrouw.

## Rechtszaak
De eigenaren van het bedrijf, Max Blanck en Isaac Harris, die de brand overleefden door naar het dak van het gebouw te vluchten, werden half april aangeklaagd op beschuldiging van eerste- en tweedegraads doodslag. Het proces tegen hen begon op 4 december 1911. Max Steuer, raadsman van de beklaagden, slaagde erin de geloofwaardigheid van een van de overlevenden, Kate Alterman, onderuit te halen door te vragen haar getuigenis een aantal keren te herhalen, wat ze deed zonder de sleutelzinnen te veranderen. Steuer voerde tegen de jury aan dat Alterman en mogelijk andere getuigen hun verklaringen uit het hoofd hadden geleerd en misschien zelfs door de aanklagers was verteld wat ze moesten zeggen. De aanklager beschuldigde de eigenaren ervan dat de uitgangen op dat moment op slot waren. De verdediging benadrukte dat de aanklager niet heeft bewezen dat de eigenaren dat wisten. De jury sprak de twee mannen vrij van doodslag in de eerste en tweede graad, maar ze werden aansprakelijk gesteld voor dood door schuld tijdens een daaropvolgende civiele procedure in 1913. De eisers kregen daarna een schadevergoeding van $ 75 per overleden slachtoffer. De verzekeringsmaatschappij betaalde Blanck en Harris ongeveer $ 60.000 meer dan de gerapporteerde verliezen, of ongeveer $ 400 per slachtoffer.
In 1913 werd Blanck opnieuw gearresteerd omdat hij tijdens de werkuren de deur in zijn fabriek op slot had gedaan. Hij kreeg een boete van $ 20, wat het minimumbedrag was dat de boete zou kunnen zijn.

## Wetgeving
In New York werd een commissie voor openbare veiligheid gevormd onder leiding van ooggetuige Frances Perkins, de latere minister van Arbeid. De commissie ging problemen identificeren en lobbyen voor nieuwe wetgeving, zoals zoals het wetsvoorstel om werknemers minder uren in een werkweek toe te kennen, bekend als de "54-uur wet". De commissie kreeg de steun van Al Smith, een belangrijk lid van Tammany Hall, en van Robert F. Wagner, de meerderheidsleider van de senaat, en deze samenwerking van invloedrijke politici en hervormers leverde resultaten op, vooral omdat de voorzitter van Tammany Hall, Charles F. Murphy, zich realiseerde dat hun inspanningen behalve resultaten ook goodwill opleverde.
De staat New York richtte vervolgens de Factory Investigating Commission op om "de fabrieksomstandigheden in deze en andere steden te onderzoeken en om wetsvoorstellen te formuleren om gevaar of overlijden van werknemers door brand, onhygiënische omstandigheden en beroepsziekten te voorkomen". De Commissie werd voorgezeten door Wagner en mede voorgezeten door Al Smith. Ze hielden een reeks onderzoeken in de Staat, interviewden 222 getuigen en namen 3.500 pagina's aan getuigenverklaringen op. Ze huurden rapporteurs in om ter plaatse inspecties van fabrieken uit te voeren. Ze begonnen met de brandveiligheid en gingen verder met bredere kwesties als risico's van letsel in de fabrieksomgeving. Hun bevindingen leidden tot achtendertig nieuwe wetten ter regulering van arbeid in de staat New York, en gaven hen een reputatie van vooraanstaande hervormers. John Kenlon, de brandweercommandant van New York, vertelde de onderzoekers dat zijn afdeling meer dan 200 fabrieken had geïdentificeerd waar de omstandigheden een brand als in de Triangle Factory mogelijk maakten. De rapporten van de staatscommissies hielpen bij het moderniseren van de arbeidswetten van de staat, waardoor de staat New York "een van de meest progressieve staten werd op het gebied van arbeidshervorming". Nieuwe wetten regelden een betere toegang tot en uitgang van gebouwen, vereisten voor brandbestrijding, beschikbaarheid van brandblussers, de installatie van alarmsystemen en automatische sproeiers en betere eet- en toiletvoorzieningen voor werknemers. Ook werd het aantal uren dat vrouwen en kinderen konden werken beperkt. In de jaren van 1911 tot 1913 waren 60 van de 64 wetsvoorstellen die door de Commissie werden aanbevolen, in wetgeving omgezet.
Als gevolg van de brand werd op 14 oktober 1911 de American Society of Safety Professionals opgericht in New York.
De laatste overlevende van de brand was Rose Freedman, geboren Rosenfeld, die op 15 februari 2001 stierf in Beverly Hills op 107-jarige leeftijd. Ze was op de dag van de brand twee dagen verwijderd van haar 18e verjaardag. Ze overleefde door de leidinggevenden van het bedrijf te volgen naar het dak van het gebouw en daar gered te worden.